# حروف الاستقبال
حروف الاستقبال هي "سوف"، و"السين و"أن" و"لا" و"لن". وقيل: إنَّ "سيفعل" جواب "لن يفعل"، كما أن "ليفعلن" جواب "لا يفعل"؛ لما في "لا يفعل" من اقتضاء القسم. وفي "سوف" دلالةٌ على زيادة تنفيس، ومنه "سوفته"، كما قيل من "آمين": "أمَّنَ". ويقال: "سف أفعل". وأن تدخل على المضارع والماضي، فيكونان معه في تأويل المصدر، وإذا دخل على المضارع لم يكن إلا مستقبلًا كقولك: "أريد أن يخرج"، ومن ثم لم يكن منها بُدٌّ في خبر "عسى". ولما انحرف الشاعر في قوله عما عليه الاستعمال جاء بالسين التي هي نظيرة "أن":
وقال الشارح: هذه الحروف موضوعةٌ للاستقبال، أي: إنّها تفيد الاستقبالَ، وتقصر الفعلَ بعدها عليه. فمن ذلك السين و«سَوْفَ»، ومعناهما التنفيسُ في الزمان. فإذا دخلا على فعل مضارع، خلّصاه للاستقبال، وأزالا عنه الشياعَ الذي كان فيه، كما يفعل الألفُ واللامُ بالاسم، إلَّا أن «سَوفَ» أشدُّ تراخِيًا في الاستقبال من السين، وأبلغُ تنفيسًا. وقد ذهب قوم إلى أن السين مُنقصةٌ مْن «سَوْف»، حذفوا الواو والفاءَ منها لكثرة الاستعمال، وهو رأي الكوفيين، وحكوا فيها لغاتٍ، قالوا: «سَوْ أفعلُ»، بحذف الفاء وحدَها، وقالوا: «سَفْ أفعلُ» بحذف الواو وحدها. والذي عليه أصحابُنا أنّهما كلمتان مختلفتا الأصلِ، وإن تَوافقا في بعض حروفهما، ولذلك تختلف دلالتُهما.